# Multiple Virtual Storage
MVS – system operacyjny systemów Mainframe. Skrót rozwijany jako Multiple Virtual Storage. Jest kolejnym członkiem rodziny systemów wsadowych (OS/360, OS/VS2). Wspierał zarówno przetwarzanie wsadowe (ang. batch) jak i transakcyjne. Nowym elementem w stosunku do poprzedników było wprowadzenie koncepcji wirtualnej przestrzeni adresowej. Został zastąpiony przez OS/390.
CLIST – język programowania używany w MVS.